# Mohiniyattam
Mohiniyattam (malayalam: മോഹിനിയാട്ടം) er en klassisk indisk dans fra delstaten Kerala, hvor den stadig er populær.
Mohiniyattam har rødder i den hinduistiske tekst Natya Shastra.